# Minas de Corrales
Minas de Corrales é uma localidade uruguaia do departamento de Rivera, na zona centro-sul do departamento, banhada pelo Arroyo Corrales.. Está situada a 95 km da cidade de Rivera, capital do departamento.

## Toponímia
O nome da localidade vêm das minas que estão em seu território e dos "corrales" (currais) de pedras que eram utilizados para guardar gado. 

## História
Minas de Corrales surgiu em 1878, quando foi instalada na região a "Compañía Francesa de Minas de Oro del Uruguay". Durante o século XX houve uma grande queda na mineração de ouro, voltando apenas nos anos 1990. . 
A localidade foi reconhecida oficialmente como povoado pela Lei 7.299 de 09 de novembro de 1920 e posteriormente em 1994 foi elevada à categoria de vila pela Lei 16.669 de 13 de dezembro.
Com a criação do segundo nível administrativo (Municípios do Uruguai - Lei Nº 18567), a maioria das localidades com mais 2.000 habitantes foi transformada em município. Pela Lei Nº 18653 de 15 de março de 2010 foi instituído o município de Tranqueras..

## População
Segundo o censo de 2011 a localidade contava com uma população de 3.788 habitantes.
| Variação demográfica do município entre 1908 e 2011 |
|                                                     |

## Geografia
No território do município se localizam o Rio Cuñapirú, onde se localizam as ruínas da Represa de Cuñapirú, primeira represa da América do Sul.

## Economia
A cidade tem como atividade principal a mineração (Minera San Gregorio S/A) e a atividade pecuária

## Autoridades
A autoridade do município é o Conselho Municipal, sendo o alcalde ("prefeito") e quatro concejales
Alcaldes:
| Nº | Alcalde                   | Partido          | Inicio do mandato  | Fim do mandato    | Observações      |
| -- | ------------------------- | ---------------- | ------------------ | ----------------- | ---------------- |
| 1  | Jesús Cuadro              | Partido Nacional | 9 de julho de 2010 | julho de 2015     | Alcalde eleito   |
| 1  | José Washington González1 | Partido Colorado | julho de 2015      | fevereiro de 2020 | Alcalde eleito   |
| 1  | Richard Correa            | Partido Colorado | fevereiro de 2020  | 2020              | Alcalde interino |

## Esportes
A cidade de Minas de Corrales possui uma liga de futebol afiliada à OFI, a Liga de Fútbol de Minas de Corrales. . Na cidade se localiza o Estádio Municipal de Minas de Corrales

## Geminação de cidades
A cidade de Minas de Corrales não possui acordos de geminação com outras cidades

## Religião
A cidade possui a Paróquia "São João Bosco", subordinada à Diocese de Tacuarembó

## Transporte
O município possui as seguintes rodovias:
- Ruta 28, que liga Paso Ataques ao cruzamento com a Ruta 44 (fronteira com o  departamento de Tacuarembó).
- Ruta 29, que liga a cidade ao cruzamento com a Ruta 5 (interior do departamento de Rivera) [16][17]